# أودري جاكسون
أودري جاكسون (1940 - ) (بالإنجليزية: Audrey Jackson)‏ هي لاعبة كريكت جنوب أفريقية. شاركت مع منتخب جنوب أفريقيا الوطني للكريكت.

## وصلات خارجية
- أودري جاكسون على موقع إي آس بي آن كريك إنفو (الإنجليزية)